# Заштитна изолација
Заштитна изолација врста је медицинске изолације  која се примењује код имунокомпромитованих болесника. Када су људи са ослабљеним имунолошким системом изложени микроорганизмима, то може довести до инфекције и озбиљних компликација.
Током ове врсте изолације практикује се и реверзна изолација у посебним просторијама са ламинарним протоком ваздуха или  филтрираним просторијама са високоефикасним честицама (ХЕПА филтер), како би дошло је до побољшања преживљавања пацијената који су примали трансплантате коштане сржи или матичних ћелија.

## Општа разматрања
Инфекција је и даље главни узрок морбидитета и морталитета код  имунокомпромитованих болесника са неутропенијом након хемотерапије или трансплантације коштане сржи. На глобалном нивоу улажу се заједнички напори да се ови пацијенти заштите од инфекције током неутропенијског периода. Напори су првенствено усмерени на сузбијање или елиминисање ендогеног микробног оптерећења домаћина и на смањење стицања нових микроорганизама. У том смислу смишљени су разрађени протоколи за заштиту пацијената и од унутрашњих и од спољашњих патогена, у распону од једноставне заштитне изолације у једној просторији до јединица за ламинарним протоком ваздуха, у комбинацији са различитим степеном антибиотске деконтаминације дигестивног тракта.
Најсофистициранији од ових режима је тотално заштићено окружење (ТЗО) које се састоји од високоефикасне собе са ламинарним протоком ваздуха (ХЕПА) филтрираног са честицама ваздуха која је површински дезинфикована и у којој је пацијент потпуно деконтаминиран оралним неапсорбујућим антибиотицима, кожна антисепса, орифицирани антибиотици и полустерилна дијета. Досадашњи кумулативни подаци су показали да ТЗО омогућава значајно (иако непотпуно) смањење инциденције озбиљних инфекција код тешко угрожених пацијената. Таква заштита од инфекције дозвољава испоруку нових терапија које су могле бити спречене због последичне хематолошке или имунолошке токсичности.
Без обзира на то, што је тотално заштићено окружење сложен, гломазан и скуп систем, његово коришћење код пацијената са синдромима имунодефицијенције, стањима затајења коштане сржи и канцером у великој мери зависи од успеха доступне терапије (нпр. имунореконституција, трансплантација, интензивна хемотерапија) за основни поремећај пацијента.

## Индикације
Неутропенија након хемотерапије
Инфекција је и даље главни узрок морбидитета и морталитета код пацијената са неутропенијом након хемотерапије или трансплантације коштане сржи (ТКС). Уложени су заједнички напори да се ови пацијенти заштите од инфекције током неутропенијског периода. Осмишљени су разрађени протоколи за заштиту пацијента од унутрашњих и екстринзичних патогена, у распону од једноставне изолације једне собе до јединица за ламинарни проток ваздуха (ЛАФ), у комбинацији са различитим степеном антибиотске деконтаминације дигестивног тракта.
Упоредне стопе инфекције коришћењем ових техника варирале су у различитим студијама, а њихова употреба је била донекле контроверзна. У скорије време, профилактичка примена хинолона код пацијената са неутропенијом значајно је смањила учесталост и Грам-негативне септикемије и пирексијалних епизода, вероватно замењујући све предности које су можда дате претходним режимима. ЛАФ-ови са високоефикасном филтрацијом ваздуха честица и даље изгледају као најбоље средство заштите од аспергилозе, али су скупи и не би били доступни за већину пацијената са неутропенијом. Вероватно би их требало доделити пацијентима који су највише изложени ризику; Примаоци ТКС или други за које се може очекивати да имају продужени неутропенични период.
Опекотине
Код пацијената са тешким опекотинама практикује се заштизна изолација.
Трансплантација
Компромитована имунолошка функција повезана са лечењем трансплантацијом органа или матичних ћелија, што може утицати на пострансплантациони морбидитет и морталитет. 
Малигне болести
Превенција инфекције код пацијената оболелих од рака често се фокусира на интервенције за спречавање инфекције због неутропеније или другог имунодефицијенције повезаног са малигнитетом или његовим лечењем. У том циљу заштитна изолација је често саставни део лечења.

## Превентивне мере
Пре него што се пацијент уведе у простор са заштитном изолацији, просторију треба правилно очистити и проветрити. У просторији треба да буде присутан само неопходан намештај, као и производи за хигијену руку као што су средства за дезинфекцију руку, сапун, папирни убруси и заштитне рукавице. 
Особље болнице и посетиоци дужни су да користе заштитну одећу и опрему приликом обиласка лица у заштитној изолацији.
Број посетилаца треба да буде ограничен и/или да болесници не посећују особу која је у заштитној изолацији. Деци млађој од 12 година није дозвољено да посећују пацијенте у изолацији, изузев сопствене деце или унучади пацијента, који могу да посећују, под условом да у њиховим школама/обданишту нема инфекција/епидемија (након консултације са лекаром).
За пацијента у заштитној изолације користи се наменска медицинска опрема, а у случајевима када опрема треба да се дели, она се пре употребе чисти дезинфекционим средством.
Лечење тешких нежељених догађаја повезаних са имунитетом (ирАЕ) и симптома може захтевати значајну имуносупресију. Медицинске сестре треба да буду свесне повећаног потенцијала за инфекцију, да прате пацијенте на знаке инфекције и препознају потенцијал за опортунистичке инфекције. Едукација пацијената треба да нагласи потребу за праћењем и пријављивањем било каквих знакова инфекције.

## Последице
Заштитна изолација, нарочито ако дуже траје може да има и негативне последице. Тако нпр. једна мала студија је показала да деца одгајана у заштитној изолацији  мање су активна што укључује нижи праг њихових моторичкикх и  когнитивних вештине.